# Gerhard Böwering
 Gerhard Böwering SJ (geb. 1939 in Mönchengladbach) ist ein US-amerikanischer Islamwissenschaftler und Hochschullehrer deutscher Herkunft. Er ist Jesuit und seit 1970 Priester. Er war von 1984 bis 2021 Professor für Islamic Studies an der Yale University, New Haven (Connecticut). Zuvor war er Assistant/Associate Professor an der University of Pennsylvania, Philadelphia (1975–1984). Eines seiner Interessengebiete bildet der Sufismus. Er ist einer der Herausgeber der Princeton Encyclopedia of Islamic Political Thought (Princeton University Press, 2013). Er ist Verfasser zahlreicher Artikel, darunter in der Encyclopaedia of Islam, der Encyclopedia of the Qur'an und der Encyclopaedia Iranica. Er lebt derzeit in München.

## Leben
Böwerings Familie zog in den 1940er Jahren nach Würzburg. Dort machte er 1959 das Abitur und trat in den Jesuitenorden ein. Er wurde als Missionar nach Pakistan gesandt und dort 1970 zum Priester geweiht. Es folgte ein Islamstudium an der McGill University in Montreal. Nach der Promotion und einer Anstellung an der University of Pennsylvania erhielt er 1984 den Ruf nach Yale. Er bereiste mehr als 70 Länder.
Er unterrichtete ab Juli 2021 am Boston College, Chestnut Hill (Massachusetts), bevor er nach Deutschland zurückkehrte, wo er seit 2022 in München lebt.

## Publikationen (Auswahl)
- The Mystical Vision of Existence in Classical Islam. Berlin-New York, 1980.
- The Comfort of the Mystics: A Manual and Anthology of Early Sufism. Brill, Leiden, 2013.
- The Princeton Encyclopedia of Islamic Political Thought (editors: Gerhard Böwering, Patricia Crone and Mahan Mirza). Princeton University Press, 2013, ISBN 978-0-691-13484-0.
- The Minor Qur’an Commentary of al-Sulami, Beirut, 1995, 2nd ed., 1997.
- Sufi Inquiries and Interpretations, Beirut, 2010.[6]
- Sufi Treatises, Beirut, 2009.